# Senningen
Senningen (lb. Senneng) – wieś (Uertschaft) w środkowym Luksemburgu, w kantonie Luksemburg, w gminie Niederanven. Do 3 października 2015 miejscowość leżała w dystrykcie Luksemburg. Liczy 727 mieszkańców (1 stycznia 2023). 